# Giáo hoàng Êutykianô
Êutykianô (Latinh: Eutychianus) là vị Giáo hoàng thứ 27 của Giáo hội Công giáo. Theo niên giám tòa thánh năm 1806 thì ông đắc cử Giáo hoàng vào năm 275 và triều đại của ông kéo dài trong 8 năm 11 tháng vài ngày. Niên giám tòa thánh năm 2003 xác định triều đại của ông bắt đầu từ ngày 4 tháng 1 năm 275 và kết thúc vào ngày 7 tháng 12 năm 283.
Văn bia của ông được phát hiện trong hầm mộ của Callixtus . Nhưng hầu như không có gì hơn. Ngay cả ngày tháng triều đại của ông cũng không xác định. Liber pontificalis đưa ra một khoảng thời gian là 8 năm và 11 tháng, từ năm 275 cho tới 283. Eusebius lại cho rằng triều đại của ông chỉ kéo dài được 10 tháng. Truyền thống kể vào số các Giáo hoàng tuy nhiên hạn từ này lại có sau triều đại của ông. Dưới triều Giáo hoàng của ông có bốn vị hoàng đế kế tiếp nhau: Aurêlianô, Tacitô, Prôbô và Carô.
Năm sinh và nơi sinh của ông rất khó xác định tuy nhiên theo một số người thì Eutychian sinh tại Luni, Ý. Trong triều đại của mình ông truyền dạy định các vị tử đạo phải được tôn kính long trọng và thi hài các ngài phải được quấn trong một khăn liệm trắng bọc trong áo "Dalmatic" màu đỏ tương tự như áo choàng rộng các hoàng đế La Mã quen mặc, nay là phẩm phục của các phó tế trong các đại lễ. Ông đã khuyến khích việc thực hành làm phép các cây và các quả, báo trước việc thiết lập lễ cầu mùa được thiết lập ở Pháp khi họp công đồng Orléans năm 515.
Truyền thông cho rằng ông đã chịu tử vì đạo vào ngày 7 tháng 12 năm 283. Tuy nhiên điều này rất khó chứng minh. Sau khi hoàng đế Aurelianus chết vào năm 275, giáo hội công giáo sống trong một thời kỳ bình an cho đến hết thế kỷ III, chỉ trừ một vài cuộc bắt bớ lẻ tẻ do sự thù oán của quần chúng hoặc nhà cầm quyền địa phương. Có thể ông đã chết theo cách tự nhiên. Trong lịch Roma vào thế kỷ thứ tư ông được ghi trong danh sách các giám mục của Rô-ma (Depositio Episcoporum) chứ không phải trong danh sách các vị Thánh tử vì đạo. Ông được suy tôn là thánh và được giáo hội kính nhớ vào ngày 8 tháng 12.